# G-Eazy
G-Eazy o Gerald, Young Gerald, Gerry, G, pseudonimo di Gerald Earl Gillum (Tempe, 24 maggio 1989), è un rapper e produttore discografico statunitense.
Il suo album di debutto con una Major, These Things Happen, è stato pubblicato nel 2014 e ha raggiunto la posizione 3 della US Billboard 200. Il suo secondo album, When It's Dark Out, è stato pubblicato il 4 dicembre 2015. Il 15 dicembre 2017 il rapper ha pubblicato il suo terzo album, The Beautiful & Damned.

## Biografia
Gerald Earl Gillum è nato il 24 maggio 1989 a Tempe, Arizona, da genitori americani, Edward Gillum e Suzanne Olmsted. Quando Gillum era in prima elementare, sua madre lasciò il padre, mentre Gerald e suo fratello minore (James Wolcott Gillum) vissero per alcuni anni con i nonni a Berkeley, in California. Anche se in seguito si trasferì a North Oakland,  Gillum continuò a frequentare la scuola a Berkeley. Quando nel 2005 Melissa Mills, la donna con la quale la madre di Gerald aveva allacciato una relazione, perse il lavoro, le fu diagnosticata una depressione maniacale e per questo cominciò ad assumere dei farmaci; una sera, Gerald trovò il corpo senza vita della Mills, deceduta a causa di un sovradosaggio di droga. Gillum racconta la sua esperienza nell'ultimo verso della sua traccia, Everything will be OK, contenuta nel suo secondo albo in studio, When It's Dark Out.
Dopo essersi diplomato alla Berkeley High School, Gillum si trasferì a New Orleans per frequentare la Loyola University; qui frequentò lezioni di mercatistica, produzione e impresa; nel 2011 conseguì la laurea con un BA in Music Industry Studies.

## Carriera

### I primi anni

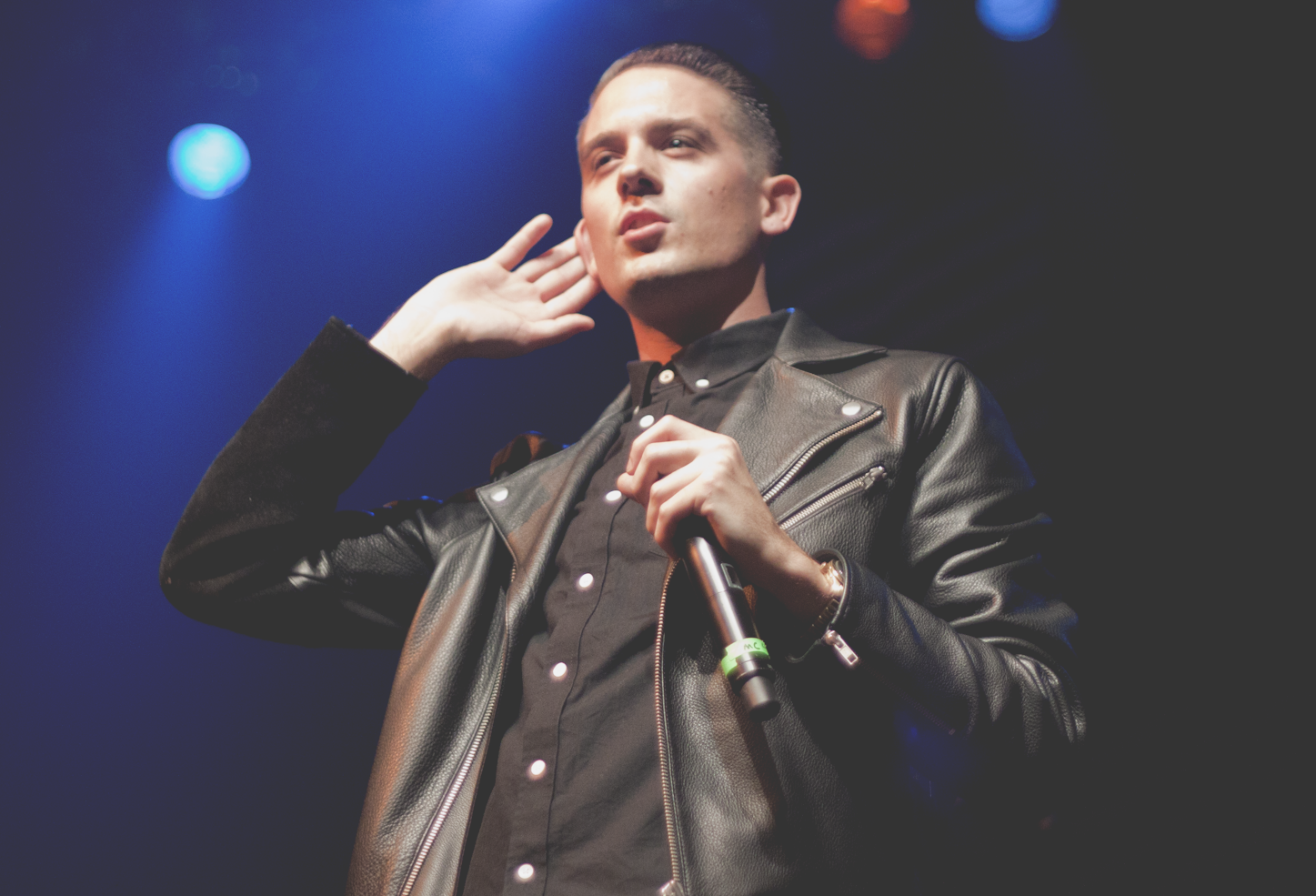
G-Eazy in concerto nel 2013.

Gillum acquista notorietà come membro della scena hip hop nell'area dell'East Bay, insieme ad artisti come Lil B e The Cataracs. Durante i suoi primi anni, comincia a provare interesse nel fare musica grazie al membro di un gruppo locale chiamato "The Bay Boyz" (che, in quel momento, stavano pubblicando numerose canzoni sulla loro pagina di Myspace).
Gerald ha iniziato a produrre una serie di singoli mentre stava frequentando il secondo anno della Loyola University di New Orleans. Nonostante i suoi primi mixtape non ebbero molto successo, Gerald continua lo stesso a scrivere canzoni; in particolare brani come Waspy e Candy Girl.
Nel 2010, Gillum ha aperto alcune date di tour per una serie di altri artisti tra i quali Lil Wayne e Snoop Dogg.
Nel 2011, una delle sue tracce ha raggiunto le oltre 400.000 visualizzazioni su MySpace. Nell'agosto 2011, G-Eazy pubblica il suo mixtape, The Endless Summer tramite il suo sito ufficiale. Il mixtape viene in particolar modo apprezzato grazie ad una versione aggiornata della canzone di successo Runaround Sue, di Dion DiMucci, pubblicata nel 1961, che ha ottenuto oltre quattro milioni di visualizzazioni su YouTube. Il mixtape vanta collaborazioni con artisti come Greg Banks, Erika Flowers e Devon Baldwin (concorrente di American Idol).
Nel mese di novembre 2011, Gillum intraprese un tour nazionale con Shwayze.
Il 16 giugno 2012 si esibì durante l'annuale "Warped Tour" di Van. Il 25 luglio 2012 viene annunciato l'Excellent Adventure Tour, con la partecipazione di Hoodie Allen. I due si esibiranno in città come Pittsburgh, St. Louis, Colombo, Des Moines, New Orleans, Atlanta, Austin e Filadelfia. Il 26 settembre 2012 ha pubblicato il suo primo album indipendente, intitolato Must Be Nice.
Il 15 dicembre 2013 G-Eazy e Master Chen B si esibiscono con la canzone Lotta That, tratta dall'album di Gillum, These Things Happen, a New York.
A partire dal 9 luglio 2013, Gillum ha aperto alcune date per Lil Wayne e 2 Chainz dell'America's Most Wanted Tour, che si è conclusero il 1º settembre al Verizon Wireless Amphitheater di Irvine, in California.
Il 15 gennaio 2014 G-Eazy ha annunciato l'album These Things Happen Tour con MMG Rockie Fresh, KYLE e Tory Lanez. Il tour ha toccato 40 città sia negli Stati Uniti che in Canada, da febbraio fino ad aprile.

### 2014-19:These Things HappeneWhen It's Dark Out
Il 23 giugno 2014, G-Eazy ha pubblicato l'album di debutto con una major, intitolato These Things Happen. Il 21 ottobre 2014, Gillum intrapreso il suo tour sold-out From the Bay to the Universe. Il tour lo ha portato in Paesi come l'Australia e la Nuova Zelanda, per il suo primo tour all'estero.
Durante l'estate del 2015, Gillum ha preso parte ad alcune delle tappe principali di una serie di festival musicali importanti, come Lollapalooza, Electric Forest, Bonnaroo, Outside Lands, Made in America e Austin City Limits. Con l'ascesa della sua carriera musicale, Gillum ha anche cominciato a dimostrare interesse per la moda attraverso la pubblicazione di una collaborazione con Rare Panther nell'autunno del 2015, tanto da essere nominato nella top 10 di GQ come "most stylish" alla scorsa New York Fashion Week.
Il secondo album di Gillum, When It's Dark Out, è stato pubblicato il 4 dicembre 2015, trainato dal successo di Me, Myself and I con Bebe Rexha.
Nel 2016 ha collaborato con Britney Spears in Make Me..., primo singolo del nuovo album della popstar statunitense Glory, uscito l'estate dello stesso anno. Nel 2017 viene estratto dalla colonna sonora del film Fast & Furious 8 Good Life singolo inciso assieme a Kehlani. Successivamente vengono pubblicati altri singoli tra cui No Limit con i rapper ASAP Rocky e Cardi B, Sober con il cantante Charlie Puth. È anche presente nel nuovo singolo di Dillon Francis intitolato "Say Less".

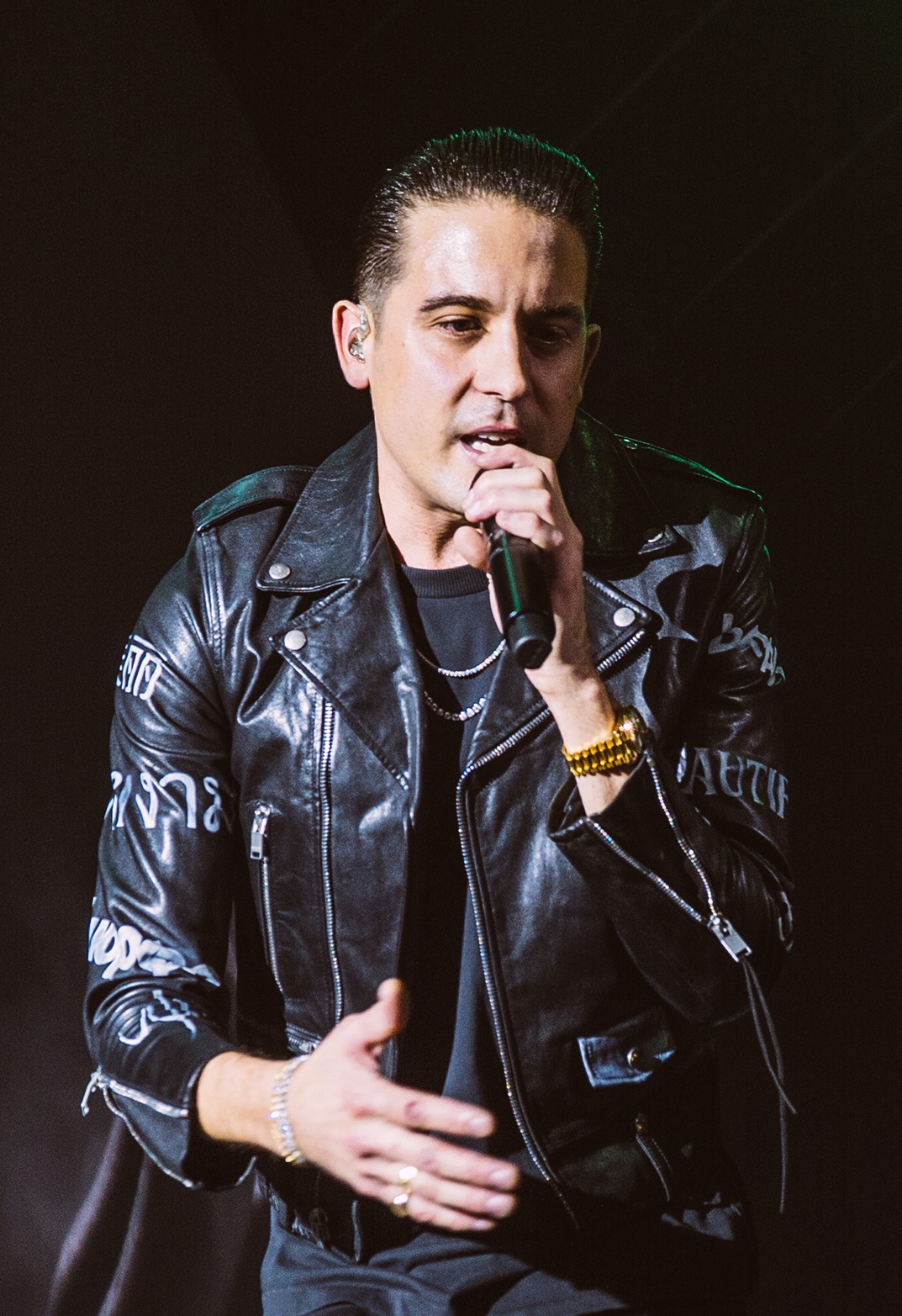
G-Eazy in tour nel 2018

Il 14 giugno 2017, G-Eazy ha annunciato tramite Instagram e Twitter che il suo prossimo album in studio, The Beautiful & Damned, sarebbe uscito nell'autunno del 2017. L'8 novembre 2017, il giorno di pubblicazione ufficiale è stato annunciato come 15 dicembre, oltre a un cortometraggio di accompagnamento.
Il 5 dicembre 2017, G-Eazy ha pubblicato il suo secondo singolo da The Beautiful & Damned intitolato " Him & I " con Halsey. In seguito, dopo aver rotto con Lana Del Rey si è lasciato coinvolgere in una relazione con Halsey, prima di dividersi nel luglio 2018. Prima della scissione, hanno eseguito la canzone insieme al capodanno di Dick Clark nel 2017. Il 27 febbraio 2019 G-Eazy pubblicò il singolo, "West Coast", con Blueface e pubblicò il video il 28 marzo 2019, aggiungendo ALLBLACK e YG.
G-Eazy ha pubblicato un EP B-Sides il 25 giugno 2019, che conteneva le canzoni che non sarebbero entrate nel suo prossimo album. Questo EP ha generato la canzone "Bang" con il rapper americano Tyga. Successivamente ha aggiornato il PE il 22 agosto e il 19 settembre. Sempre nel 2019. Sempre nel 2019 collabora con Chris Brown e Nicki Minaj nel singolo di Brown Wobble Up.
Gillum ha pubblicato il singolo "I Wanna Rock", con il rapper americano Gunna, come singolo principale del suo EP Scary Nights, il 16 ottobre. L'EP è stato pubblicato il 18 ottobre.

### 2020-presente:These Things Happen Too
Nel febbraio 2021 ha pubblicato il singolo Provide in collaborazione con Chris Brown e Mark Morrison, il cui ritornello campiona la canzone Return of the Mack. Nel settembre 2021 ha collaborato con Demi Lovato nel singolo Breakdown e ha pubblicato l'album These Things Happen Too.

## Controversie
Durante gli MTV Video Music Awards 2016, dopo la performance di Make Me... con Britney Spears è stato filmato nei backstage dell'evento mentre sniffava cocaina su una donna in topless. In un'intervista ha commentato l'avvenimento dicendo che il mercato musicale può dare moltissime ansie e che probabilmente non le stava gestendo nel modo migliore.
Il 2 maggio 2018, G-Eazy fu arrestato a Stoccolma, in Svezia, con l'accusa di aggressione, possesso di stupefacenti e uso di stupefacenti, dopo che avrebbe presumibilmente preso a pugni una guardia di sicurezza gli trovano della cocaina in tasca. Gillum si è dichiarato colpevole di resistenza violenta, possesso di stupefacenti e aggressione nei confronti di un funzionario in tribunale il 4 maggio. È stato condannato alla libertà vigilata e condannato a pagare una multa di 10000 $ e una tassa di 900 $ alla guardia giurata che ha aggredito.

## Vita privata
Dopo un breve flirt con Lana Del Rey nel 2017, nel luglio dello stesso anno intraprende una relazione con la cantante Halsey; tuttavia, esattamente un anno più tardi, i due dichiarano che la loro storia è finita.
Nel 2019 inizia una relazione con la modella Yasmin Wijnaldum, conclusasi dopo pochi mesi. Tra il 2020 e il 2021 ha invece avuto una relazione con l'attrice e modella americana Ashley Benson.

## Filmografia
- Le ragazze di Wall Street - Business Is Business (Hustlers), regia di Lorene Scafaria (2019)

## Discografia

### Album in studio
- 2010 - The Epidemic LP
- 2012 - Must Be Nice
- 2014 - These Things Happen
- 2015 - When It's Dark Out
- 2017 - The Beautiful & Damned
- 2021 - These Things Happens Too
- 2024 - Freak Show

### Mixtape
- 2008 - The Tipping Point
- 2009 - Sikkis on the Planet
- 2009 - Quarantine
- 2010 - Big
- 2011 - The Outsider
- 2011 - The Endless Summer
- 2012 - Must Be Nice

### EP
- 2008 - Fresh EP
- 2011 - Nose Goes with Swiss Chriss
- 2013 - Must Be Twice with Christoph Andersson

### Singoli
- Lady Killers (feat. Hoodie Allen)
- Marilyn (feat. Dominique Le Jeune)
- Far Alone (feat. Jay Ant & E-40)
- Almost Famous
- Tumblr Girls (feat. Christopher Andersson)
- Let's Get Lost (feat. Devon Baldwin)
- I Mean It (feat. Remo)
- Lotta That (feat. A$AP Ferg & Danny Seth)
- You Got Me
- Me, Myself & I (feat. Bebe Rexha)
- Random
- Drifting (feat. Tory Lanez & Chris Brown)
- Order More (feat. Starrah)
- Calm Down
- Some Kind Of Drug (feat. Marc E. Bassy)
- Forbes (feat. Borgore)
- Good Life (feat. Kehlani)
- No Limit (feat. ASAP Rocky e Cardi B)
- Him & I (feat. Halsey)
- Sober (feat. Charlie Puth)
- Get A Bag (feat. Jadakiss)
- Just Friends (feat. phem)
- Wave (feat. Rexx Life Raj)
- Nothing Wrong
- Eyes Closed (feat. Johnny Yukon)
- Get Mine (feat. Snoop Dogg)
- Shake It Up (feat. E-40, MadeinTYO, 24hrs)
- Speciale Love (feat. Dakari)
- Say Less (feat. Dillon Francis)
- Vengeance on My Mind (feat. Dana)
- Bone Marrow (feat. Danny Seth)
- Still
- Saw It Coming (feat. Jeremih)
- Order More (feat. Yo Gotti, Lil Wayne, Starrah)
- Music
- Netflix (feat. Cults)
- Gravity (feat. The Code)
- Rebel
- Fried Rice
- Lights and Camera (feat. Yuna)
- You Don't Own Me (feat. Grace)
- Hate the Way
- The Announcement

## Premi

### MTV Europe Music Awards
| Anno | premio                  | Risultato |
| ---- | ----------------------- | --------- |
| 2016 | Miglior artista hip-hop | Nominato  |

### People's Choice Awards
| Anno | premio                    | Risultato |
| ---- | ------------------------- | --------- |
| 2017 | Artista hip-hop preferito | Vinto     |